# 比格比 (密西西比州)
比格比（英語：Bigbee）是位於美國密西西比州門羅縣的非建制地區。

## 歷史
比格比的郵局於1890年設立，其後於1912年停運。當地於1906年時約有人口250人。

## 地理
比格比所處的海拔為高於海平面67米（即220英呎），而該地所採用的時區為UTC-6，即北美中部時區（CST）。同時該地設有夏令時間，為UTC-6調快一小時，即UTC-5（CDT）。